# Franz von Hartmann
Franz von Hartmann (seit 1875: Reichsritter von Valpezon und Rozbierschitz) (* 24. März 1808 in Würzburg; † 26. Juni 1895 in Graz) war ein österreichischer Jurist.

## Leben
Franz von Hartmann war der Sohn des Beamten Friedrich Ludwig (Ritter von) Hartmann (* 31. Dezember 1773 in Ulm; † 26. Juni 1844 in Kirchschlag). Er wurde unter anderem von dem Augustiner-Chorherren Jodocus Stülz erzogen, studierte Jus an der Universität Wien und wurde dort auch promoviert. Während seiner Studienzeit in Wien gehörte er wie sein Bruder Friedrich (Fritz, 1805–1850) zum engeren Freundeskreis um den Komponisten Franz Schubert (sowie Joseph von Spaun, Franz von Schober, Eduard von Bauernfeld und Moritz von Schwind), die Brüder Hartmann nahmen auch an zahlreichen Schubertiaden teil.
Er wirkte unter anderem als Kreisgerichtspräsident in Korneuburg. 1844 wurde er Landesgerichtsrat in Linz, 1847 Oberlandesgerichtsrat in Linz und Präses des Welser Kreisgerichts. 1854 wurde Hartmann zum Mitglied des Staatsgerichtshofs in Wien berufen.
Von Hartmann war 1849 Stifter des Katholikenvereins in Linz. Vom 2. bis 5. Oktober 1849 präsidierte er zusammen mit Josef Theodor Graf zu Stolberg-Stolberg den dritten Deutschen Katholikentag in Regensburg sowie als alleiniger Präsident den fünften Katholikentag in Mainz von 7. bis 10. Oktober 1851.
Ein Großteil von Hartmanns detailliert geführtem Tagebuch sowie seine Korrespondenz mit der Familie (den Eltern, seiner als Sängerin hochbegabten Schwester Anna, einer verheirateten Gräfin Revertera, sowie den Brüdern Friedrich und Ludwig und der Schwester Therese) sind erhalten. Darüber hinaus verfasste er nach seiner Pensionierung 1870 eine umfangreiche Familienchronik, die bereits sein Vater begonnen hatte.
Er war Ehrenmitglied der katholischen Studentenverbindungen K.Ö.H.V. Carolina Graz und K.Ö.St.V. Austria Wien, jeweils heute im ÖCV.